# 石山崖摩
石山崖摩（学名：Amoora calcicola）为楝科崖摩属下的一个种。